# Động Thiên Long Yên Thủy
Động Thiên Long Yên Thủy là động núi ở vùng đất xóm Yên Mu xã Lạc Lương huyện Yên Thủy tỉnh Hòa Bình, Việt Nam.
Động Thiên Long thuộc dạng karst trong núi đá vôi. Động được Bộ Văn hóa, Thể thao và Du lịch xếp hạng là di tích danh thắng quốc gia tại Quyết định số 15/2003/QĐ-BVHTT ngày 14/04/2003.

## Vị trí
Động Thiên Long ở cách trung tâm thành phố Hòa Bình khoảng 78 km hướng đông nam. Tuy nhiên từ phía Hà Nội đến thì cần tiếp cận Đường Hồ Chí Minh ở huyện Yên Thủy. Từ ngã ba ở xã Bảo Hiệu rẽ sang đường liên huyện đi xã Lạc Lương hướng tây bắc cỡ hơn 5 km đường bộ là tới xóm Yên Mu. Vùng quanh động đã được sửa sang thuận lợi cho khách du lịch.